# Pseudotulasnella
Pseudotulasnella é um gênero de fungo pertencente à família Tulasnellaceae.

## Espécies
|                  | Tulasnella                                       |
|                  |                                                  |
|                  | Epulorhiza                                       |
|                  |                                                  |
| Pseudotulasnella | \| \| Pseudotulasnella guatemalensis \| \| \| \| |
|                  | \| \| Pseudotulasnella guatemalensis \| \| \| \| |
|                  | Pseudotulasnella guatemalensis                   |
|                  |                                                  |

|  | Pseudotulasnella guatemalensis |
|  |                                |